# Yenicekaya, Sarayönü
Yenicekaya là một xã thuộc huyện Sarayönü, tỉnh Konya, Thổ Nhĩ Kỳ. Dân số thời điểm năm 2011 là 542 người.